# シャルロ
シャルロ（Charlot）は、「フランスもの」などに登場する人物。シャルルマーニュの息子とされる人物。偉大な父親を持ちながら、扱いとしては完全な憎まれ役。父親のシャルルマーニュがシャルロを溺愛しているためにやりたい放題の行動を取り、ルノー・ド・モルトヴァンや、オジェ・ル・ダノワなどに多大な迷惑を掛けるとともに、王国内に不和の種を撒き散らした。そんな人物であるため、老齢を理由にシャルルマーニュが退位し、シャルロに王位を譲りたいと言った時、臣下はこぞってこれに反対している。

## 史実のシャルロ
シャルロには、実在のモデルがいるとされている。シャルルマーニュの実子、シャルル（en:Charles the Younger, son of Charlemagne）ではないかとされている、また、息子のシャルルとは別人のであるシャルルマーニュの孫のシャルル（en:Charles the Child）と死に方が類似していることから、このシャルルがシャルロのモデルではないかとも言われている。

## ルノー・ド・モルトヴァンとの確執
シャルロがルノーの愛馬・バヤールを欲しがったがこれを拒否したことで、ルノーはシャルロの機嫌を損ねてしまう。その結果、ルノーはモントーバンにある自分の城に逃げ込み、これに対しシャルルマーニュが包囲戦をしかけるという内乱までに発展してしまう。兵糧攻めに苦しんだルノーはバヤールをシャルロに献上し降伏してしまう。しかし、バヤールを受け取ったシャルロは、バヤールを殺してしまう。悲しみにくれたルノーは騎士を廃業することになり、シャルルマーニュはルノーという優秀な騎士を失うことになってしまうのだった。

## オジェ・ル・ダノワとの確執
オジェ・ル・ダノワは息子のボルドウィンとともにシャルルマーニュに仕える騎士であり、彼もまた優秀な騎士であった。しかし、シャルロはボルドウィンとチェスをした際、ゲーム中に機嫌を損ねるとチェス盤でボルドウィンを撲殺してしまう。さすがに、息子を殺されたことに激怒したオジェはシャルロを殺そうと宮廷で剣を抜き、シャルロを殺そうとしたが失敗に終わる（オジェがシャルロを殺したとする伝承もある）。これに対してシャルルマーニュはシャルロを庇い、騎士たちにオジェの逮捕を命じ、オジェを支持する貴族との内乱に発展してしまう。結果的にオジェは捕らえられ、禁固刑を受けるのだが、これはモーリタニアが攻めてきて、どうしてもオジェのような強い騎士がいなければ敗戦は必至というときにようやく解放され、シャルロはオジェに裁かれることになるが、あろうことかオジェはシャルロを殺すことなく許した。これでシャルロが改心したかといえばそうではなく、引き続き権力を笠に着てのやりたい放題が続くのであった。

## ユオン・ド・ボルドーとの確執
シャルロは、奸臣の助言に従いギエンヌ公爵領を得るため、まだ幼かったユオン・ド・ボルドーの弟・ジラールが一人で鷹狩をしているところに喧嘩をふっかけ、武装もしていないジラールを槍で落馬させた。これを見たユオンは激怒し、シャルロを殺した。このあと、ユオンはシャルルマーニュの怒りを解くため、大変な苦労をすることになる。